# Bolgart
Bolgart is een plaats in de regio Wheatbelt in West-Australië.

## Geschiedenis
Ten tijde van de Europese kolonisatie leefden de Juat Nyungah in de streek.
Reeds in de late jaren 1830 werd de streek door Europese kolonisten verkend. Ontdekkingsreiziger George Fletcher Moore ontdekte in 1836 een waterbron en vermeldde ze als de 'Bolgart Spring'. Kapitein John Scully vestigde zich in 1839 aan de 'Bolgart Springs' en noemde zijn eigendom 'Bolgart'. Het was toen de meest noordelijke boerderij in de kolonie en een vertrekpunt voor ontdekkingstochten. In 1846 trok Dom Salvado erlangs en stichtte in 1847 meer naar het noorden het kloosterdorp New Norcia. Scully keerde in 1847 terug naar Ierland. Een stockroute passeerde langs de 'Bolgart Springs'.
In 1890 veranderden de spoorwegen de bestemming van Scully's land. In 1909 werd een spoorweg tot Bolgart aangelegd. Aan 'Bolgart Springs' werd een nevenspoor aangelegd en een dorp gesticht. Het plaatsje was echter moerassig. Volgens een bron is de dorpsnaam afgeleid van een Aborigineswoord dat "plaats van water" betekend zou hebben. Een hoefsmid opende er een smidse. In 1913 werd een gemeenschapszaal, de 'Agricultural Hall', geopend. In 1914 werd beslist het dorp te verhuizen. In 1915 overstroomde het oorspronkelijke dorp. In 1916 werd een nieuw nevenspoor aangelegd aan de nieuwe dorpslocatie. De spoorweg werd doorgetrokken naar Calingiri. Op de nieuwe dorpslocatie werd een staatshotel geopend, een van de weinige door de overheid beheerde hotels in West-Australië. In 1960 werd het hotel geprivatiseerd.
In 1931 brandde de gemeenschapszaal op de oude dorpslocatie af en in 1933 werd een nieuwe geopend op de nieuwe dorpslocatie, de 'Bolgart Hall'. Het gebouw werd in 1953 vergroot. De afgebrande gemeenschapszaal had onder meer als leslokaal gediend. In 1934 werd daarom een klaslokaal op de nieuwe dorpslocatie gebouwd. Na de invoering in 1949 van een schoolbus om kinderen uit omliggende plaatsen op te halen werd in 1951 een nieuw schoolgebouw gezet. In 1950 opende een postkantoor; tot dan werd de postbedeling vanuit de plaatselijke coöperatieve winkel verzorgd. In 1981 ging de coöperatieve winkel in private handen over.
Op 11 maart 1952 vond een aardbeving met een schok van 5,2 op de schaal van Richter plaats met Bogart als epicentrum. Er werden nog bijna een maand lang naschokken gevoeld.

## 21e eeuw
Bolgart maakt deel uit van het lokale bestuursgebied (LGA) Shire of Victoria Plains, een landbouwdistrict. Het is een verzamel- en ophaalpunt voor de oogst van de graanproducenten uit de streek die bij de Co-operative Bulk Handling Group aangesloten zijn. In 2021 telde Bolgart 128 inwoners tegenover 485 in 2006.
Bolgart heeft een basisschool en een gemeenschapszaal.

## Transport
Bolgart ligt langs de 'Bindi Bindi - Toodyay Road' die aansluit op de Great Northern Highway en 'State Route 50'. Bolgart ligt 116 kilometer ten noordoosten van de West-Australische hoofdstad Perth, 42 kilometer ten noorden van Toodyay en 22 kilometer ten zuiden van Calingiri.
De spoorweg die door Bolgart loopt maakt deel uit van het goederenspoorwegnetwerk van Arc Infrastructure.

## Klimaat
Bolgart kent een warm mediterraan klimaat, Csa volgens de klimaatclassificatie van Köppen. De gemiddelde jaarlijkse temperatuur bedraagt 17,9 °C en de gemiddelde jaarlijkse neerslag ligt rond 474 mm.

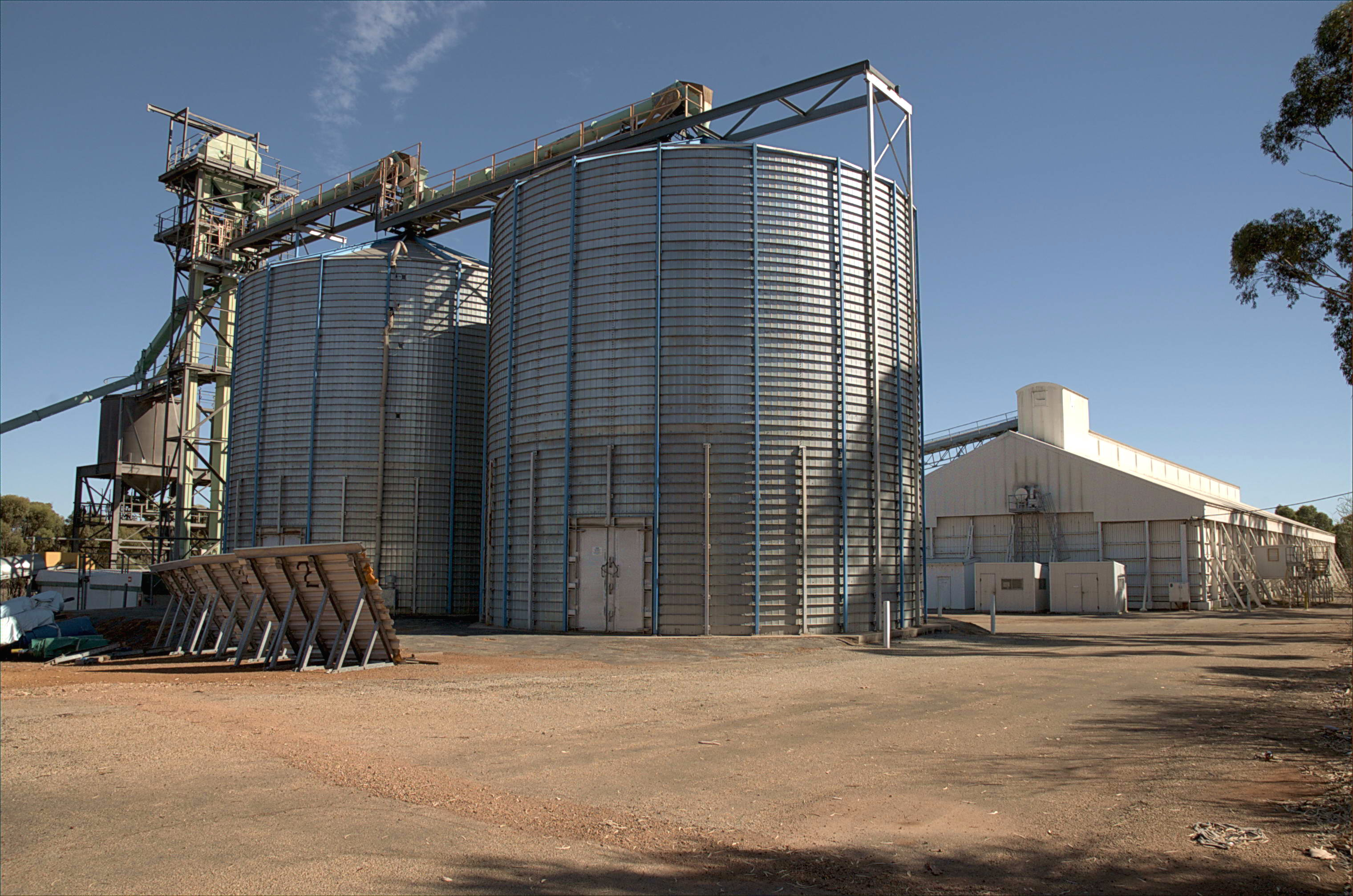
Installatie CBH Group
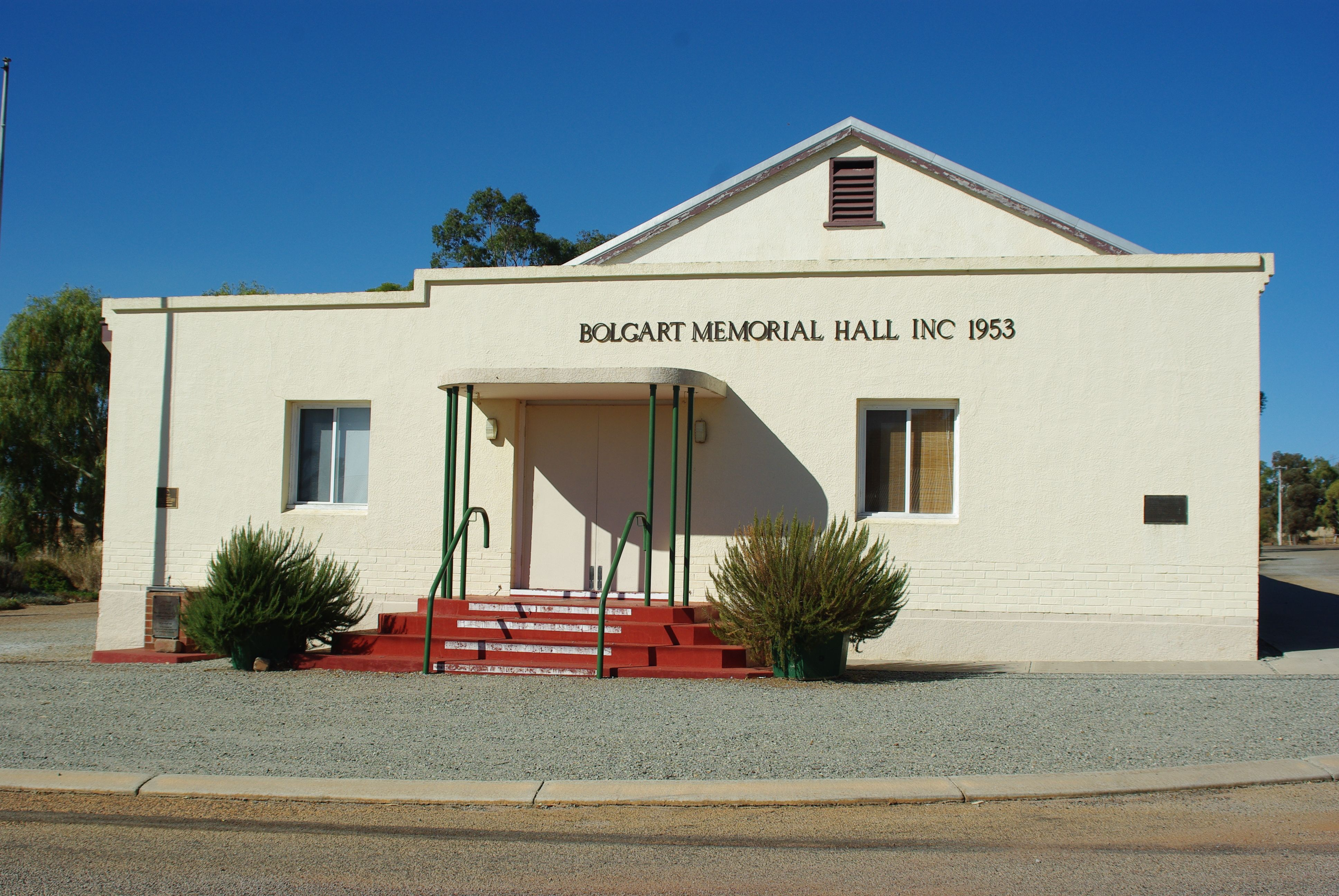
Gemeenschapszaal uit 1953
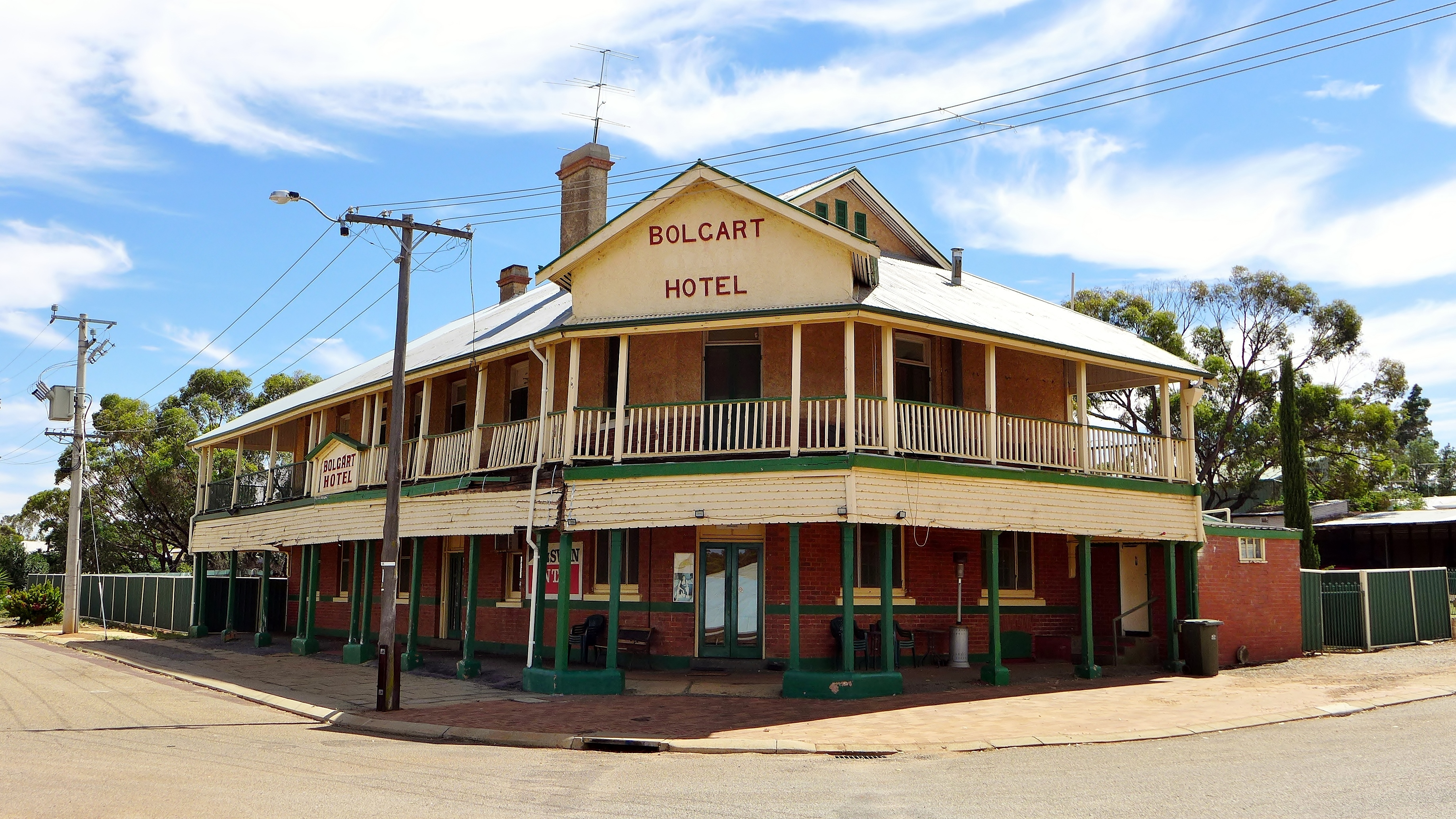
Hotel uit 1916

Aldersyde · Amery · Ardath · Arthur River · Baandee · Babakin · Badgingarra · Badjaling · Bailup · Bakers Hill · Balkuling · Ballaying · Ballidu · Beacon · Beenong · Beermullah · Bejoording · Belka · Bencubbin · Bendering · Benjaberring · Beverley · Bilbarin · Bindi Bindi · Bindoon · Bodallin · Bolgart · Bonnie Rock · Boolading · Booraan · Brookton · Bruce Rock · Bullaring · Bullfinch · Bulyee · Bungulla · Buntine · Burakin · Burracoppin · Cadoux · Calingiri · Campion · Caraban · Carrabin · Cataby · Cervantes · Chandler · Chittering · Clackline · Cold Harbour · Congelin · Coomberdale · Copley · Corrigin · Cowcowing · Crossman · Cuballing · Culbin · Cunderdin · Dalwallinu · Dandaragan · Dangin · Darkan · Dattening · Dongolocking · Doodlakine · Dowerin · Dudinin · Dumbleyung · Duranillin · Dwarda · Ejanding · Elabbin · Erikin · Gabbin · Gingin · Goomalling ·  Grass Valley · Greenhills · Guilderton · Gwambygine · Harrismith · Highbury · Hines Hill · Holt Rock · Hyden · Jelcobine · Jennacubbine · Jennapullin · Jitarning · Jurien Bay · Kalannie · Karlgarin · Kellerberrin · Kondinin · Kondut · Koojan · Koolyanobbing · Koorda · Korbel · Korrelocking · Kukerin · Kulin · Kulja · Kulyaling · Kunjin · Kununoppin · Kweda · Kwelkan · Kwolyin · Lancelin · Lake Brown · Lake Grace · Lake King · Ledge Point · Manmanning · Marvel Loch · Meckering · Meenaar · Merredin · Miling · Minnivale · Mogumber · Mokine · Moodiarrup · Mooliabeenee · Moora · Moorine Rock · Moorumbine · Moulyinning · Mount Hardey · Mount Kokeby · Mount Walker · Muchea · Mukinbudin · Muntadgin · Nalya · Nangeenan · Narembeen · Narrogin · New Norcia · Newdegate · Nilgen · Nokaning · North Bannister · Northam · Nukarni · Nungarin · Pantapin · Piawaning · Piesseville · Pingaring · Pingelly · Pithara · Popanyinning · Quairading · Quindanning · Regans Ford · Seabird · Shackleton · Southern Cross · Spencers Brook · Tammin · Tincurrin · Toodyay · Trayning · Varley · Wagin · Walebing · Walgoolan · Wandering · Wannamal · Watheroo · Welbungin · West Dale · West Toodyay · Westonia · Wialki · Wickepin · Wilbinga · Williams · Wongan Hills · Woodridge · Wubin · Wundowie · Wyalkatchem · Yealering · Yelbeni · Yellowdine · Yilliminning · Yerecoin · York · Yorkrakine · Yornaning · Yoting · Youndegin